# Новокильбахтино
Новокильбахтино (баш. Яңы Килбакты) — деревня в Калтасинском районе Республики Башкортостан Российской Федерации. Административный центр Новокильбахтинского сельсовета.

## География

### Географическое положение
Расстояние до:
- районного центра (Калтасы): 28 км,
- ближайшей ж/д станции (Янаул): 47 км.

## Население
| 2002 | 2009 | 2010 |
| ---- | ---- | ---- |
| 394  | ↗426 | ↘360 |

Национальный состав
Согласно переписи 2002 года, преобладающая национальность — марийцы (99 %).